# 鄭判龍
鄭判龍（てい はんりゅう、朝鮮語：정판룡、チョン・パルリョン、中国語：郑判龙、Zhèng Pànlóng、1931年10月2日 - 2001年10月7日）は、中国朝鮮族の作家、知識人、教育家。延辺大学教授、副校長を務めた。『中国朝鮮族と21世紀』『故郷を発ち50年』（民族出版社）など著書多数。

## 略歴
1931年　全羅南道潭陽郡潭陽面生まれ

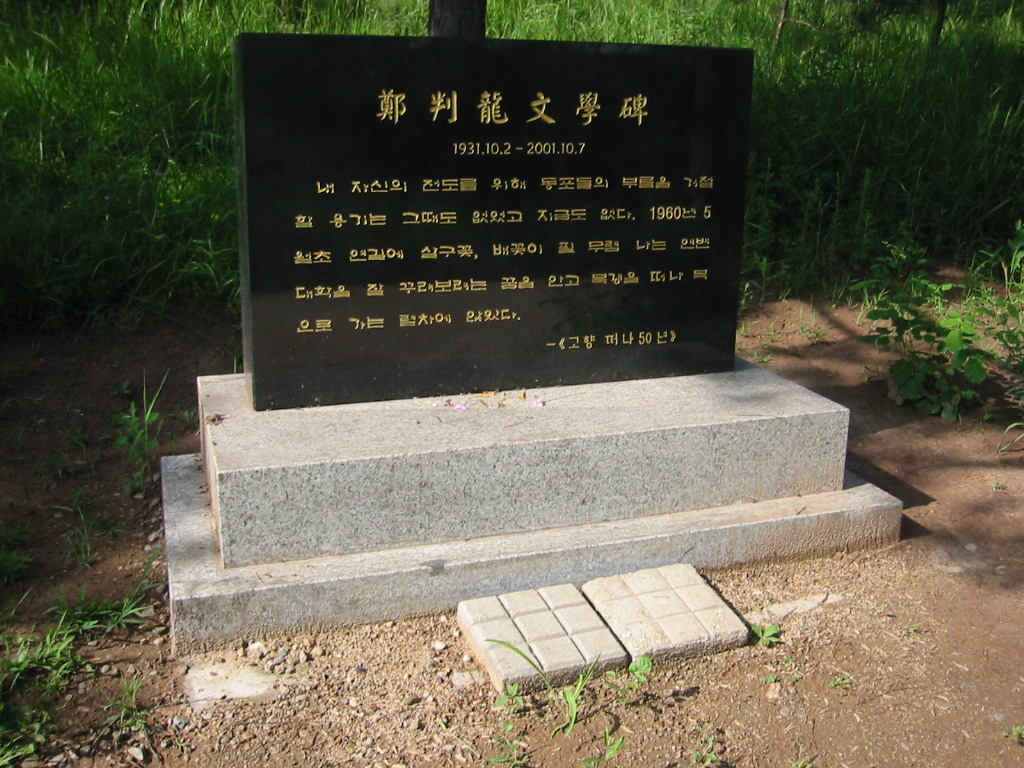
鄭判龍文学碑

1937年　家族とともに中国遼寧省盤山県に移住。
1939年3月　黒龍江省尚志市に移住。 
1949年　延辺大学理工学部数学部に入学。その後、朝文学部に転入。
1952年　中国共産党に入党。
1954年9月　モスクワ大学文学部ソ連文学講座大学院生として留学。
1960年2月 　学位論文『アレクセイ・トルストイの3部作「苦難の道」の人民描写の原則』で博士候補を習得。
1960年5月　延辺大学語文学部の党総支部書記兼副学部長に就任。
1966年～　文革時期に「反動学術権威」「修正主義分子」と批判される。
1980年　延辺大学副校長に就任。
1997年　韓国KBS海外同胞賞学術賞を受賞。賞金で「鄭判龍教育発展基金会」を設立し、奨学金を支給。
2001年10月7日、死去。 

## 記念作業
2004年10月7日、文学碑除幕式が延辺大学で開かれる。朝鮮・韓国学研究センターの金虎雄主任が文学碑建立の来歴を述べる。 